# Ain Sbit
Ain Sbit (franska: Ain Sbit (CR), Ain Sbit (Commune Rurale), arabiska: عين السبيت) är en kommun i Marocko.   Den ligger i provinsen Khémisset och regionen Rabat-Salé-Kénitra, i den norra delen av landet, 70 km sydost om huvudstaden Rabat. Antalet invånare är 11 411.